# Parapagurion calcinicola
Parapagurion calcinicola är en kräftdjursart som beskrevs av Sueo M. Shiino 1933. Parapagurion calcinicola ingår i släktet Parapagurion och familjen Bopyridae. Inga underarter finns listade i Catalogue of Life.